# Мысовский, Сергей Александрович
Сергей Александрович Мысовский — российский спортсмен и дизайнер, участник ряда соревнований по сёрфингу, кайтсёрфингу, вейврайдингу, сапсерфингу, скейтбордингу, джиббингу. Известен как первый Российский серфер покоривший волну Маверикс в Калифорнии.

## Биография
Мысовский Сергей Александрович родился 29 июля 1986 года в городе Ленинград (СССР). Учился в Санкт-Петербургской общеобразовательной школе No.259.
С 13 лет увлекся скейтбордингом и другими экстремальными видами спорта. Окончив школу, в 2003 году поступил на бюджетное отделение в Санкт-Петербургский Университет Водных Коммуникаций по специальности «Комплексное обеспечение безопасности автоматизированных систем» . C 2008го года занимается тренерской и инструкторской деятельностью. Практикует катание на больших волнах типа Назаре или Маверикс. Помимо спорта увлекается графическим дизайном, рисованием, фото и видео съемкой, практикует стиль Серф Арт. В январе 2016 года выпускает свою дебютную режиссерскую работу, короткометражный фильм в стиле артхаус "Бродячий Лист Серфер".  В 2017м году Сергей был приглашен как гость в вечернее шоу "Вечерний Ургант" на первом канале. До 2021 года выступал в составе сборной России по серфингу в дисциплинах "короткая доска" и "сап-серфинг". В 2022 году получил академическую степень «Магистр в области спорта» защитив диссертацию по теме «Методика подготовки серферов на уровне спортивного совершенствования» в университете имени Лесгафта.

## Достижения и награды.
В 2011 году занимает первое место на Кубке России в дисциплине «Шортборд»(короткая доска).
В 2013 году первый в истории российский спортсмен, который получает приглашение на Чемпионат Мира по кайтсерфингу KSP (Kite Surf Pro World Championship Tour) и занимает там 17е место.
В сентябре 2016го года Сергей занимает 7е место на официальном Чемпионате Мира по кайтсерфингу (вейврайдинг) IKA Kiteboarding World Championship проходящему на острове Pingtan Китай.
В 2017м году спортсмен занимает 1е место на Чемпионате России по серфингу в дисциплине SUP (доска с веслом) проходящем в Санкт-Петербурге, Россия
Так же в сентябре 2017го года Сергей занимает 1е место в открытом Чемпионате Литвы по серфингу.
Зимой 2017/2018 спортсмен тренируется серфингу на больших волнах в Назаре и ставит личный рекорд поймав волну 15 метров.
31 октября 2018 года присвоен спортивный разряд кандидата в мастера спорта по серфингу.
"Серфер года" 2017 и 2018 по версии "Всероссийской экстремальной премии Наводнение"
В феврале 2019 года Сергей первым из российских серферов ловит знаменитую волну Маверикс в Калифорнии.
В сентябре 2019го года Сергей занимает первое место в открытом Чемпионате Литвы по серфингу и первое место в открытом Чемпионате Литвы по сап-серфингу.
В 2021м году во время проведения Чемпионата России по САП-серфингу и Лонгборду проходящему в Приморском крае (Владивосток) занимает первое место в дисциплине "вейв" и становится чемпионом России по САП-серфингу.
В октябре 2022 года на проходящем в городе Сочи Чемпионате России в дисциплине САП, занимает первое место в соревнованиях по сап-серфингу (дисциплина "вэйв").
27 декабря 2023 года Сергею было присвоено звание Мастер Спорта России.